# NGC 417
NGC 417 is een lensvormig sterrenstelsel in het sterrenbeeld Walvis. Het hemelobject ligt ongeveer 568 miljoen lichtjaar van de Aarde verwijderd en werd in 1886 ontdekt door de Amerikaanse astronoom Francis Preserved Leavenworth.

## Synoniemen
- PGC 4237
- ESO 541-24
- MCG -3-4-19
- NPM1G -18.0052